# Une nouvelle chance
Ne doit pas être confondu avec Nouvelle Chance ou Une nouvelle chance (film, 2016).
Pour plus de détails, voir Fiche technique et Distribution.
Une nouvelle chance ou Retour au jeu au Québec (Trouble with the Curve) est un film américain, écrit par Randy Brown, et produit et réalisé par Robert Lorenz, sorti en 2012. Le long-métrage narrant l'histoire d'un découvreur de talents vieillissant dont la fille se joint lors d'un de ses voyages, met en vedette Clint Eastwood, dont c'est le premier film comme acteur depuis Gran Torino en 2008 et son premier rôle dans un film qu'il n'a pas réalisé depuis Dans la ligne de mire en 1993 et un caméo dans Casper en 1995. On retrouve également Amy Adams, Justin Timberlake, John Goodman, Matthew Lillard et Robert Patrick au casting.
Le tournage du film s'est déroulé essentiellement en Géorgie et est sorti le 21 septembre 2012 aux États-Unis et deux mois plus tard en France. L'accueil des critiques professionnels est relativement mitigé dès sa sortie, qui loue toutefois l'alchimie entre Eastwood et Adams. Au box-office, le film est considéré comme un échec commercial, n'ayant rapporté que près de 49 millions de dollars de recettes mondiales, pour un budget de 60 millions.

## Synopsis
Gus Lobel est un recruteur vieillissant pour l'équipe de baseball des Braves d'Atlanta, dont le travail consiste à repérer de nouveaux talents. Malgré l'appui de son ami de longue date et collègue, Pete Klein, ses employeurs, dont l'ambitieux Philip Sanderson, pensent ne pas renouveler son contrat. Ceux-ci le trouvent inapte à s'adapter aux nouvelles technologies et doutent de la fiabilité de son jugement concernant l'un de ses derniers recrutements, Billy Clark, dont les résultats déçoivent.
Inquiet concernant l'état de Gus, Pete sollicite l'aide de Mickey, la fille de Gus qui travaille comme avocate auprès d'un cabinet. Pete lui demande de l'accompagner en Caroline du Nord afin d'observer un joueur d'une équipe amateur, Bo Gentry, dont les statistiques font de lui un futur choix auprès des Braves aux prochaines drafts. Mickey, bourreau de travail tentant d'obtenir une place d'associée au sein du cabinet, entretient des rapports tendus avec son père depuis le décès de sa mère. Un temps réticente, elle accepte finalement après avoir appris par le médecin de Gus que ce dernier est atteint d'une maladie dégénérative qui lui fait perdre progressivement la vue. Elle profite donc de ses jours de congés pour suivre son père en Caroline du Nord, contre la volonté de celui-ci, afin de l'aider à son travail pour compenser sa vue défaillante. Gus retrouve Johnny Flanagan, ancien joueur de baseball qu'il avait recruté avant qu'une blessure ne le contraigne à mettre un terme à sa carrière. Ce dernier, devenu recruteur au sein des Red Sox de Boston, également intéressé par Gentry, tente de devenir commentateur sportif et tombe sous le charme de Mickey.
Au cours d'un dîner dans un restaurant, Mickey questionne son père sur la raison qui l'a poussé à l'envoyer chez son oncle lorsqu'elle était jeune après le décès de sa mère. La conversation prend alors une tournure aigre et la jeune femme quitte l'établissement en colère, laissant Gus frustré. Lors d'un match, Gus et Mickey remarquent que Gentry ne sait pas frapper une balle lancée en courbe. Gus déconseille à Johnny de sélectionner Gentry et tente de convaincre ses supérieurs d'en faire de même. Mais Philip en désaccord, en raison des statistiques du joueur, convainc Vince, le directeur général des Braves, de prendre Gentry. Lorsqu'il apprend la nouvelle, Johnny, pensant avoir été manipulé par Gus et Mickey, dont il est tombé amoureux, les quitte en colère. Peu après Gus avoue à sa fille qu'il l'a envoyée chez son oncle afin de l'éloigner de lui et de son univers après qu'il a tabassé un homme qui tentait d'abuser d'elle, alors qu'elle était âgée de six ans. Peu après, Gus repart à Atlanta en bus, laissant Mickey seule à l'hôtel. La jeune femme remarque Rigo, fils aîné de la femme de chambre de l'hôtel, qui se révèle talentueux au lancer de balles. Après l'avoir vu lancer des balles en courbes, Mickey convainc Pete de le laisser faire un essai à Atlanta.
Alors que Gus se trouve dans le bureau de ses patrons en réunion, qui critiquent son évaluation de Gentry, Pete les interrompt lorsqu'il leur annonce que Mickey a amené Rigo sur le terrain. Malgré les moqueries de Philip envers elle et son père concernant Rigo, Mickey insiste auprès de Pete de laisser Rigo faire ses preuves. Rigo lance des balles rapides à Bo, qui avec sa batte, les manque à plusieurs reprises, puis Mickey demande à Rigo de lancer des balles en courbes, que Bo n'arrive pas à taper avec sa batte. Le staff des Braves se rend compte qu'ils ont fait une erreur concernant Gentry et qu'ils se sont trompés concernant l'avis de Gus.
Peu après, l'équipe de management reprend la réunion avec l'intention de signer Rigo et Gus suggère que Mickey pourrait être son agent, en raison de ses connaissances juridiques et de son savoir sur le baseball. Lorsque Philip fait une nouvelle remarque sarcastique, Vince décide de le renvoyer et offre à Gus de prolonger son contrat. Gus et Mickey, à présent réconciliés, quittent ensemble le stade. Lorsqu'elle reçoit une offre de partenariat par son cabinet, Mickey jette son téléphone portable. Le père et la fille retrouvent Johnny devant le stade. Mickey se rapproche vers Johnny et finissent par s'embrasser pendant que Gus, allumant un cigare, les laisse et s'éloigne seul.

## Fiche technique
- Titre original : Trouble with the Curve
- Titre français : Une nouvelle chance
- Titre québécois : Retour au jeu
- Réalisation : Robert Lorenz
- Scénario : Randy Brown
- Direction artistique : Patrick M. Sullivan Jr.
- Décors : James J. Murakami
  - Décors de plateau : Gary Fettis (de)
- Photographie : Tom Stern
- Montage : Joel Cox et Gary D. Roach
- Musique : Marco Beltrami
- Casting : Geoffrey Miclat
- Production : Robert Lorenz, Michele Weisler et Clint Eastwood
  - Production exécutive : Tim Moore
- Sociétés de production : Malpaso Productions
- Sociétés de distribution : Warner Bros. Pictures (États-Unis), Warner Bros. Entertainment (Canada), Warner Bros. France (France)
- Pays de production :  États-Unis
- Langue originale : anglais
- Budget : 60 000 000 $[5]
- Format : couleur - 2,35:1 - 35 mm et cinéma numérique - son Dolby Digital, Datasat, SDDS
- Genre : drame
- Durée : 111 minutes
- Dates de sortie en salles :
  - États-Unis : 21 septembre 2012
  - Belgique, France : 21 novembre 2012[6]
- Dates de sortie en vidéo :
  - États-Unis : 18 décembre 2012 (DVD)
  - France : 3 avril 2013 (DVD et Blu-ray)[7]
- États-Unis : Classification MPA : PG-13[8]
- France Mention CNC : tous publics (visa d'exploitation no 134950 délivré le 5 novembre 2012)[9]

## Distribution
Sauf indication contraire, les informations mentionnées dans cette section peuvent être confirmées par la base de données cinématographiques IMDb,  présente dans la section « Liens externes ».
- Clint Eastwood (VF : Hervé Jolly) : Gus Lobel
- Amy Adams (VF : Caroline Victoria) : Mickey Lobel
- Justin Timberlake (VF : Alexis Tomassian) : Johnny Flanagan
- John Goodman (VF : Jacques Frantz) : Pete Klein
- Matthew Lillard (VF : Franck Capillery) : Philip Snyder
- Robert Patrick (VF : Hervé Furic) : Vince Freeman
- Chelcie Ross (VF : Jean-Pierre Leroux) : Smitty
- Raymond Anthony Thomas (VF : Bruno Henry) : Lucious
- Ed Lauter (VF : Achille Orsoni) : Max
- George Wyner : Rosenbloom
- Bob Gunton (VF : Gabriel Le Doze) : Watson
- Jack Gilpin (en) : Schwartz
- Scott Eastwood (VF : Damien Hartmann) : Billy Clark
- Louis Fox (VF : Philippe Catoire) : Lloyd
- Ricky Muse (VF : Achille Orsoni) : Jimmy
- Tom Dreesen (en) (VF : Jean-Marc Charrier) : Rock
- Peter Hermann : Greg
- Jay Galloway (VF : Damien Hartmann) : Rigo Sanchez
- Joe Massingill (VF : Olivier Martret) : Bo Gentry
- Rus Blackwell (pl) (VF : Jean-François Chaulange) : Rick
- Darren Le Gallo (VF : Olivier Podesta) : l'infirmier
- Patricia French (it) (VF : Catherine Artigala) : la serveuse au restaurant
- Brian F. Durkin (en) (VF : Damien Minet) : Matt Nelson

Sources et légende : version française (VF) sur AlloDoublage et RS Doublage

## Production

### Développement
Le script d'Une nouvelle chance est écrit par Randy Brown, dont c'est le premier scénario.

### Auditions
Une nouvelle chance marque le retour de Clint Eastwood comme acteur quatre ans après Gran Torino, qui était initialement son dernier rôle au cinéma afin de se consacrer à la réalisation, mais les cinéastes l'ont fait changer d'avis et il a accepté de jouer dans ce long-métrage. Clint Eastwood jouera sous la direction de Robert Lorenz, qui a régulièrement travaillé à ses côtés comme assistant réalisateur, chose qui n'était pas arrivée depuis 1993 et Dans la ligne de mire, où l'acteur tourna sous la houlette de Wolfgang Petersen. De plus, Eastwood fut disponible pour jouer dans le film en raison du report du tournage de son prochain film comme réalisateur, A Star is Born, due à la grossesse de l'actrice principale, Beyoncé Knowles.
Pour jouer la fille du personnage de Clint Eastwood, les noms de Sandra Bullock, Reese Witherspoon et Amy Adams ont été avancés, mais Bullock dut décliner l'offre en raison d'un emploi du temps chargé. Finalement, le rôle est confié à Amy Adams, nommée à trois reprises aux Oscars pour ses prestations dans Junebug, Doute et récemment Fighter[réf. non conforme]. Matthew Lillard (Scream, The Descendants) et Joe Massingill ont été également choisis pour jouer dans le film.

### Tournage

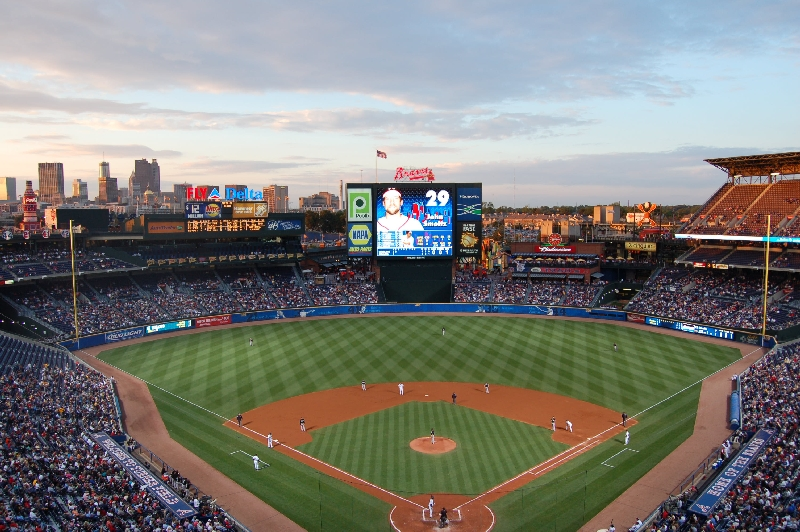
Le stade Turner Field, à Atlanta, où quelques scènes du film furent tournés.

La tournage a eu lieu entre autres en mars 2012 à Atlanta (Géorgie) dans le quartier intime et verdoyant Virginia-Highland,. Entièrement tourné dans l'État de Géorgie, le long-métrage a réussi à obtenir l'autorisation de tourner dans le stade Turner Field, d'Atlanta. Le président de l'équipe des Braves d'Atlanta, John Schuerholz (en), a lu le scénario et a pris ça comme une déclaration d'amour à son sport, le baseball. Les scènes de bar furent tournées dans des décors réels au Cheers Bar de Macon, au George’s Restaurant and Bar d'Atlanta et au Hank & Jerry’s Tavern de Conyers. La scène de flashback dans lequel Gus raconte à sa fille qu'il a tabassé un homme voulant abuser d'elle quand elle était jeune, utilise une séquence du film Firefox, l'arme absolue, film réalisé et interprété par Eastwood, en 1982,, dans lequel on le voit en gros plan.
Durant une interview pour la promotion du film, Justin Timberlake a dévoilé qu'Amy Adams l'a sauvé d'une mort certaine lors du tournage d'une scène du film : 

« Nous tournions cette scène dans les Blue Ridge Mountains. L'eau était sous les 10 °C. Il faisait très froid. Amy m'a vraiment sauvé la vie. Sans le savoir, j'étais devenu tout bleu et je ne parvenais plus à penser. Elle a effectivement sauvé ma vie. Je dois la vie à Amy Adams. »

— Justin Timberlake,
Concernant cette anecdote de tournage, l'actrice a répondu, non sans humour : 

« J'ai sauvé la vie de Justin. Certains appellent ça le bouche-à-bouche, d'autres appellent ça un baiser. De toute façon, c'est un travail agréable. »

— Amy Adams,.

## Promotion
Les premières images de Une nouvelle chance ont été dévoilées fin juillet 2012 par Entertainment Weekly, l'une montrant Eastwood et Adams marchant dans un stade, l'autre montrant Eastwood aux côtés de Timberlake dans un bar.

## Réception

### Accueil critique
Une nouvelle chance a rencontré un accueil critique mitigé dans les pays anglophones, recueillant 52 % d'avis favorables sur 182 commentaires collectés et une note moyenne de 5.7⁄10 sur le site Rotten Tomatoes, ainsi qu'un score de 58⁄100 sur le site Metacritic, basé sur 35 commentaires collectés.
Parmi les commentaires favorables, Justin Chang, de Variety, qui après avoir décrit le film comme une « réplique analogue […] du Stratège », note que la première réalisation de Lorenz est carrée, mais solide, qui « repose sur l'alchimie merveilleusement hérissée entre Eastwood et Amy Adams», Michael Phillips, du Chicago Tribune, qui lui donne trois étoiles, ajoute que c'est « entièrement prévisible mais pourtant sereinement agréable »[réf. non conforme]. Roger Ebert, critique du Chicago Sun-Times, lui attribue une note de trois étoiles sur quatre, écrit que « Une nouvelle chance n'est pas un grand film de sport, comme Million Dollar Baby d'Eastwood. Mais c'est un divertissement de qualité supérieure, se déplaçant sur des chemins un peu prévisibles avec un appel d'authenticité et d'humanité »[réf. non conforme]. Kenneth Turan du Los Angeles Times, dit que « cet aimable film à l'ancienne n'est pas le meilleur au monde, mais il souligne pourquoi, sauf les apparitions avec des chaises vides, c'est toujours un plaisir de voir cet homme à l'écran[réf. non conforme] ».
Parmi les commentaires mitigés et négatifs, Claudia Puig de USA Today, note que le long-métrage est une « saga fatiguée d'un recruteur de baseball vieillissant[réf. non conforme] » et R. Kurt Osenlund, de Slant Magazine, qui a émis un avis négatif, pensant qu'Eastwood « fait son discours de chaise infâme qui ressemble au premier chapitre d'une saison de l'auto-parodie »[réf. non conforme].
Marjorie Baumgarten, de l'Austin Chronicle, qui bien ayant émis un commentaire mitigé, salue la prestation d'Amy Adams, trouvant qu'elle a « fait un bon film pour Eastwood »[réf. non conforme].
En France, le long-métrage rencontre également un accueil assez varié, récoltant une note moyenne de 2.7⁄5 sur le site AlloCiné, basé sur 7 titres de presse.
Parmi les commentaires favorables, Gael Golhen, du magazine Première, écrit : « Comparé aux récents films ambitieux mais un poil pontifiants d'Eastwood (J. Edgar), celui-ci joue profil bas — ce qui fait précisément son charme. », Olivier Delcroix, du Parisien, trouve que le film mérite le détour grâce à la performance de l'acteur, y voyant un « grand Eastwood dans un petit film ».
Parmi les critiques négatives, Olivier Bonnard, du Nouvel Observateur, note qu'Une nouvelle chance est « la face B (voire C) de Gran Torino ». Thomas Sotinel, du Monde, ajoute qu'il s'agit d'un « quasi-navet » , et Les Inrockuptibles qualifient le film de « mélo sinistre et conservateur ». Les Cahiers du cinéma estiment quant à eux que « personne ne sort grandi de ce coup d'épée dans l'eau ».
La prestation d'Amy Adams est toutefois saluée, notamment par le magazine Première et  les Cahiers du cinéma.

### Box-office
| Pays ou région | Box-office      | Date d'arrêt du box-office | Nombre de semaines |
| -------------- | --------------- | -------------------------- | ------------------ |
| Mondial        | 48 963 137 $    | 21 avril 2013              | 22                 |
| États-Unis     | 35 763 137 $    | 13 décembre 2012           | 12                 |
| France         | 225 150 entrées | 19 décembre 2012           | 5                  |

Distribué aux États-Unis dans une combinaison de départ de 3 212 salles, Une nouvelle chance démarre à la troisième place du box-office pour son premier jour d'exploitation, pour un résultat de 4 171 545 $ de recettes engrangées, soit une moyenne de 1 299 $ par salles à le diffuser. Il conserve sa troisième place pour son premier week-end d'exploitation avec 12 162 040 $, soit une moyenne de 3 786 $ par salles. Toutefois, il chute en quatrième position le week-end suivant, avec un total de 7 277 385 $, soit une perte de 40 % par rapport au bénéfice engrangé le week-end précédent, une moyenne de 2 266 $ par salles et un cumul de 23 473 347 $. Le long-métrage chute dans le classement, atteignant 35 662 439 $ pour son dixième week-end à l'affiche, avant de finir avec 35,7 millions de dollars de recettes après douze semaines à l'affiche. Dans le monde, les recettes atteignent 48,9 millions de $.
En France, le film ne parvient pas à rencontrer le succès auprès du public car, distribué dans 360 salles, il démarre en huitième position du box-office en première semaine avec 134 985 entrées, puis totalise 67 027 entrées la semaine suivante, pour un cumul de 202 012 entrées. Il s'agit du plus mauvais score au box-office de Clint Eastwood comme acteur depuis Créance de sang (pour lequel il était également réalisateur), qui affichait un total de 312 207 entrées. Il finit son exploitation avec un peu plus de 225 000 entrées.

## Distinctions
- Hollywood Film Award de la meilleure actrice dans un second rôle de l'année pour Amy Adams [n 3] (2012)
- Spotlight Award au National Board of Review pour John Goodman[n 4] (2012)

## Sortie vidéo
En France, Une nouvelle chance paraît en DVD Zone 2 et en Blu-ray Zone ABC le 3 avril 2013, chez Warner Home Vidéo France. Le DVD contient uniquement dans les bonus les interviews d'Amy Adams et Justin Timberlake, tandis que le Blu-ray contient les interviews déjà présents dans les suppléments du DVD et une discussion entre Clint Eastwood et Robert Lorenz, qui évoquent les vingt années de leur collaboration et les débuts à la réalisation de Lorenz,.

## Accusation de plagiat
Un an après la sortie du film, un producteur, Randy Brooks, a porté plainte le 1er octobre 2013 contre la Warner et Malpaso Productions, société de production de Clint Eastwood, accusant ces derniers d'avoir violé le droit sur le copyright, en empruntant de multiples éléments d'un scénario qu'il affirme avoir développé antérieurement,,.
Brooks, ancien joueur de baseball mineur, affirme que le scénario qu'il avait commandé à Don Handfield (en) l'écriture d'un scénario, intitulé Omaha, ayant un recruteur de baseball comme personnage principal qui entretient une relation difficile avec sa fille adulte présente une similitude avec celui d'Une nouvelle chance, ainsi que d'autres éléments de l'intrigue. Brooks soutient qu'Handfield a pris le script inachevé d’Omaha avec lui après avoir échoué sur une réécriture et prétend qu'Handfield a conspiré avec Charles Ferraro, son agent à United Talent en présentant le script, avec quelques modifications mineures, comme le travail de Brown, client de Ferraro, qui a seulement deux crédits mineurs en son nom et principalement travaillé comme musicien.